# 인스턴트의 재발견! 간편밥상
《인스턴트의 재발견! 간편밥상》은 대한민국의 종합편성채널인 TV조선에서 매주 목요일 밤 9시 50분에 방송된 예능 프로그램이다.

## 출연자
- 최은경
- 윤다훈
- 이재룡
- 헨리

### 이전 출연자
- 김수로